# Ezprogui
Ezprogui település Spanyolországban, Navarra autonóm közösségben. Ezprogui Leache-Leatxe, Sada, Gallipienzo-Galipentzu, Eslava, Leoz és Ibargoiti községekkel határos. Lakosainak száma 51 fő (2024).

## Népesség
A település népessége az elmúlt években az alábbi módon változott:
| Lakosok száma | 64   | 62   | 60   | 54   | 51   | 46   | 48   | 43   | 43   | 51   |
|               | 2001 | 2004 | 2006 | 2009 | 2011 | 2014 | 2016 | 2019 | 2021 | 2024 |